# Olympische Winterspiele 1988/Teilnehmer (Italien)
| Gelbes Symbol für Goldmedaillen mit stilisierten Olympischen Ringen | Graues Symbol für Silbermedaillen mit stilisierten Olympischen Ringen | Braundes Symbol für Bronzemedaillen mit stilisierten Olympischen Ringen |
| ------------------------------------------------------------------- | --------------------------------------------------------------------- | ----------------------------------------------------------------------- |
| 2                                                                   | 1                                                                     | 2                                                                       |

Italien nahm an den Olympischen Winterspielen 1988 im kanadischen Calgary mit einer Delegation von 58 Athleten in acht Disziplinen teil, davon 42 Männer und 16 Frauen. Mit zwei Goldmedaillen, einer Silbermedaille und zwei Bronzemedaillen war Italien die zehnterfolgreichste Nation bei den Spielen. Beide Goldmedaillen gewann der Skirennläufer Alberto Tomba, der im Riesenslalom und im Slalom Olympiasieger wurde.
Fahnenträger bei der Eröffnungsfeier war der Skilangläufer Maurilio De Zolt.

## Teilnehmer nach Sportarten

### Biathlon
- Pieralberto Carrara
10 km Sprint: 13. Platz (26:32,7 min)

- Werner Kiem
20 km Einzel: 43. Platz (1:04:00,3 h)
4 × 7,5 km Staffel: Bronze  (1:23:51,5 h)

- Roberto Marchesi
10 km Sprint: 33. Platz (27:36,7 min)

- Johann Passler
10 km Sprint: 7. Platz (26:07,7 min)
20 km Einzel: Bronze  (57:10,1 min)
4 × 7,5 km Staffel: Bronze  (1:23:51,5 h)

- Gottlieb Taschler
20 km Einzel: 11. Platz (55:53,6 min)
4 × 7,5 km Staffel: Bronze  (1:23:51,5 h)

- Andreas Zingerle
10 km Sprint: 15. Platz (26:33,0 min)
20 km Einzel: disqualifiziert
4 × 7,5 km Staffel: Bronze  (1:23:51,5 h)

### Bob
Männer, Zweier
- Alex Wolf, Georg Beikircher (ITA-1)
17. Platz (3:59,35 min)

- Ivo Ferriano, Stefano Ticci (ITA-2)
19. Platz (4:00,14 min)

Männer, Vierer
- Alex Wolf, Pasguale Gesuito, Georg Beikircher, Stefano Ticci (ITA-1)
10. Platz (3:49,46 min)

- Roberto D’Amico, Thomas Rottensteiner, Paolo Scaramuzza, Andrea Meneghin (ITA-2)
19. Platz (3:51,88 min)

### Eiskunstlauf
Männer
- Alessandro Riccitelli
21. Platz (42,0)

Frauen
- Beatrice Gelmini
11. Platz (26,8)

Eistanz
- Lia Trovati & Roberto Pelizzola
10. Platz (20,0)

### Eisschnelllauf
Männer
- Bruno Milesi
5000 m: 15. Platz (6:54,93 min)
10.000 m: 13. Platz (14:23,84 min)

- Roberto Sighel
5000 m: 11. Platz (6:53,04 min)
10.000 m: 7. Platz (14:13,60 min)

Frauen
- Elena Belci
3000 m: 13. Platz (4:27,21 min)
5000 m: 12. Platz (7:37,23 min)

### Rennrodeln
Männer
- Kurt Brugger
15. Platz (3:08,621 min)

- Paul Hildgartner
10. Platz (3:07,696 min)

- Hansjörg Raffl
8. Platz (3:07,525 min)

Männer, Doppelsitzer
- Kurt Brugger & Wilfried Huber
7. Platz (1:32,553 min)

- Bernhard Kammerer & Walter Brunner
9. Platz (1:33,171 min)

Frauen
- Veronika Oberhuber
13. Platz (3:07,516 min)

- Marie-Luise Rainer
15. Platz (3:08,145 min)

- Gerda Weißensteiner
14. Platz (3:07,665 min)

### Ski Alpin
Männer
- Ivano Camozzi
Super-G: 10. Platz (1:42,66 min)
Riesenslalom: 4. Platz (2:08,77 min)
Slalom: Rennen nicht beendet

- Igor Cigolla
Abfahrt: 31. Platz (2:05,85 min)
Kombination: Slalomrennen nicht beendet

- Carlo Gerosa
Super-G: 26. Platz (1:45,82 min)
Riesenslalom: 17. Platz (2:11,65 min)
Slalom: disqualifiziert

- Heinz Holzer
Super-G: 11. Platz (1:42,88 min)
Riesenslalom: 27. Platz (2:13,28 min)

- Michael Mair
Abfahrt: Rennen nicht beendet

- Alberto Tomba
Super-G: Rennen nicht beendet
Riesenslalom: Gold  (2:06,37 min)
Slalom: Gold  (1:39,47 min)

- Oswald Tötsch
Slalom: 8. Platz (1:40,55 min)
Kombination: 18. Platz (134,14)

- Danilo Sbardellotto
Abfahrt: 10. Platz (2:02,69 min)
Kombination: Slalomrennen nicht beendet

Frauen
- Nadia Bonfini
Riesenslalom: disqualifiziert
Slalom: Rennen nicht beendet

- Paoletta Magoni
Riesenslalom: Rennen nicht beendet
Slalom: 7. Platz (1:39,76 min)

- Michaela Marzola
Abfahrt: 19. Platz (1:28,69 min)
Super-G: 7. Platz (1:20,91 min)
Kombination: 10. Platz (85,34)

### Skilanglauf
Männer
- Marco Albarello
15 km klassisch: 9. Platz (42:48,6 min)
30 km klassisch: 8. Platz (1:26:09,1 h)

- Silvano Barco
30 km klassisch: 38. Platz (1:32:41,8 h)
4 × 10 km Staffel: 5. Platz (1:46:16,7 h)

- Fausto Bormetti
50 km Freistil: 18. Platz (2:10:20,7 h)

- Maurilio De Zolt
15 km klassisch: 6. Platz (42:31,2 min)
50 km Freistil: Silber  (2:05:36,4 h)
4 × 10 km Staffel: 5. Platz (1:46:16,7 h)

- Gianfranco Polvara
15 km klassisch: 14. Platz (43:08,3 min)
30 km klassisch: 7. Platz (1:26:02,7 h)
50 km Freistil: 10. Platz (2:08:40,3 h)

- Giorgio Vanzetta
15 km klassisch: 10. Platz (42:49,6 min)
30 km klassisch: 5. Platz (1:25:37,2 h)
4 × 10 km Staffel: 5. Platz (1:46:16,7 h)

- Albert Walder
50 km Freistil: 16. Platz (2:09:19,6 h)
4 × 10 km Staffel: 5. Platz (1:46:16,7 h)

Frauen
- Klara Angerer
5 km klassisch: 24. Platz (16:20,4 min)
4 × 5 km Staffel: 10. Platz (1:04:23,6 h)

- Stefania Belmondo
10 km klassisch: 19. Platz (31:47,2 min)
20 km Freistil: 29. Platz (1:01:36,9 h)
4 × 5 km Staffel: 10. Platz (1:04:23,6 h)

- Gabriella Carrel
5 km klassisch: 42. Platz (17:08,8 min)

- Guidina Dal Sasso
5 km klassisch: 27. Platz (16:26,4 min)
10 km klassisch: 11. Platz (31:16,7 min)
20 km Freistil: 19. Platz (59:40,4 min)
4 × 5 km Staffel: 10. Platz (1:04:23,6 h)

- Elena Desderi
20 km Freistil: 26. Platz (1:02:54,8 h)
4 × 5 km Staffel: 10. Platz (1:04:23,6 h)

- Manuela Di Centa
5 km klassisch: 18. Platz (15:57,2 min)
10 km klassisch: 20. Platz (31:50,2 min)
20 km Freistil: 6. Platz (57:55,2 min)

- Bice Vanzetta
10 km klassisch: 17. Platz (31:34,5 min)

### Skispringen
- Virginio Lunardi
Normalschanze: 50. Platz (161,6)
Großschanze: 45. Platz (150,9)

- Sandro Sambugaro
Normalschanze: 46. Platz (165,5)
Großschanze: 39. Platz (161,6)